# La Musica deuxième
Pour les articles homonymes, voir La Musica (homonymie).
La Musica deuxième est une pièce de théâtre de Marguerite Duras créée le 20 mars 1985, dans une mise en scène de l'auteur, au théâtre du Rond-Point, et parue deux mois plus tard aux éditions Gallimard. Il s'agit à la fois d'une reprise de sa pièce déjà appelée La Musica et d'un prolongement de cette dernière, à laquelle elle ajoute une deuxième partie, l'ensemble constituant alors La Musica deuxième (deuxième "prise", en quelque sorte, d'une même pièce, la première ayant fait également l'objet du premier film réalisé par Marguerite Duras).

## Synopsis et histoire de l'oeuvre
Dans un hôtel d'Évreux, un couple se retrouve, pour la première fois depuis sa séparation, à l'occasion du prononcé du jugement du divorce.
"Elle" et "Lui" passent la nuit à se dire tout ce qu'ils ne se sont pas dit lorsqu'ils étaient mariés et découvrent à la fois la force de ce qui les unit et l'impossibilité définitive de leur amour, qu'ils revivent en accéléré le temps de la pièce.
Ecrite à l'occasion d'une reprise de la première Musica (1965) au théâtre du Rond-Point, au premier trimestre de 1985, la pièce s'est construite pendant les répétitions avec les deux acteurs que Duras s'étaient choisis, Miou-Miou et Sami Frey, ce dernier ayant le premier proposé à l'auteur de jouer successivement deux fois la Musica initiale, avec quelques variantes que Duras décida de transformer en une véritable deuxième partie.

## Mises en scène
- 1985 : création, mise en scène Marguerite Duras, Théâtre du Rond-Point, avec Miou-Miou et Sami Frey.
- 1991 : mise en scène de Jean-Louis Martinelli, au Théâtre de Lyon, avec Christine Gagnieux et François Marthouret.
- 1998 : mise en scène de Jean Lacornerie, à la Comédie de Béthune, avec Agathe Alexis et Bernard Bloch.
- 1995 : mise en scène Bernard Murat, au Théâtre de la Gaîté-Montparnasse, avec Fanny Ardant et Niels Arestrup
- 2004 : mise en scène de Luc-Martin Meyer, au Théâtre de l'opprimé, à Paris.
- 2006 : mise en scène de Francis Azéma, au Théâtre du Pavé à Toulouse, avec lui-même et Corinne Mariotto (nouvelle version en 2016).
- 2009 : mise en scène de Régis Mardon au Théâtre Essaïon, à Paris, avec Didier Mérigou et Elodie Sörensen.
- 2009 : mise en scène de Philippe Sireuil, à Genève et Lausanne.
- 2011 : mise en scène de Philippe Sireuil, à Bruxelles.
- 2016 : mise en scène d'Anatoli Vassiliev, au Théâtre du Vieux-Colombier, à Paris, avec Thierry Hancisse et Florence Viala,

### Édition
- Marguerite Duras, La Musica deuxième, Gallimard, 1985
- Marguerite Duras, La Musica et La Musica deuxième, édition, préface, notices et notes d'Arnaud Rykner, coll. Folio Théâtre, Gallimard, 2018.

### Sur la pièce et sa création
- Marie-Pierre Fernandes, Marguerite Duras : écriture et mise en scène au théâtre, « La Musica deuxième », « Les Lectures », Thèse de doctorat, Études Théâtrales, Université Lille III, 1987.
- Marie-Pierre Fernandes, Travailler avec Duras. La Musica deuxième, collection blanche, Gallimard, 1986.